# Царникавська мінога
Царникавська мінога (латис. Carnikavas nēģi) — латиський національний делікатес, включений до реєстру національних продуктів Європейського союзу із зазначеням географічного місця походження. Батьківщиною продукту є велике село Царникава, де щороку в серпні проводиться свято — фестиваль міноги (латис. Nēģu svētki). Мінога зображена на гербі Царникавської волості.

## Рецепт
Царникавську міногу готують за традиційними старовинними рецептами. Для цієї страви міногу виловлюють на території Царникавської волості, в гирлі річки Гауя. Період вилову — з 1 серпня до 1 лютого. Використовується мінога виду Lampetra fluviatilis.
У Царникаві міногу готують різними способами, але національною стравою вважається мінога, смажена на вугіллі.

## Історія страви
Рибний промисел у Царникаві ведеться вже близько трьохсот років. У 1875 році в цьому селі було створено одне з перших на території Латвії рибницьких підприємств зі штучного розведення риби.